# Culturele impact van The Beatles
De culturele impact van The Beatles was van betekenis in de 20e eeuw, op het gebied van muziek, mode en ideeën. The Beatles waren een Engelse rockband, opgericht in Liverpool in 1960. De band, bestaande uit John Lennon, Paul McCartney, George Harrison en Ringo Starr, wordt door velen gezien als de belangrijkste en meest invloedrijke muziekgroep van het rocktijdperk. Hun enorme populariteit begon in de vroege jaren '60 met 'Beatlemania', maar toen de muziek van de groep steeds geraffineerder werd – onder leiding van de primaire liedjesschrijvers Lennon en McCartney – begon de band een grote drijfveer te worden achter de evolutie van popmuziek tot een kunstvorm, en de ontwikkeling van de tegencultuur van de jaren '60.
Het aanhoudende succes van de band bij publiek en critici hielp verschillende culturele bewegingen op gang. Britse artiesten namen de wereldwijde heerschappij van de rock-'n-roll over van de Amerikanen (Britse invasie), steeds meer jonge muzikanten in de jaren '60 richtten nieuwe bands op, albums werden populairder dan singles als manier om muziek te consumeren, en de term 'Beatlesque' werd gebruikt om vergelijkbare artiesten en verschillende modetrends te beschrijven. Toen de band op zijn populairst was, maakte Lennon de controversiële opmerking dat The Beatles 'populairder dan Jezus' waren geworden. The Beatles hadden nog steeds hun rivalen op het gebied van platenverkoop en artistieke prestige, met name The Beach Boys, Bob Dylan, en The Rolling Stones. Ook waren veel van hun muzikale experimenten al eerder door andere artiesten gedaan. Desondanks bracht niemand zoveel veranderingen teweeg in de gevestigde orde van de popmuziek als The Beatles of Dylan, die nieuwe mogelijkheden schiepen voor creatieve vooruitgang en daar uitzonderlijk goed gebruik van maakten. De innovaties van The Beatles droegen vooral bij aan de nieuwe psychedelische en progressieve muziek, en enkele van de ongebruikelijke productietechnieken van de band werden later conventies in het opnemen van muziek.
In 2009 werd vastgesteld dat The Beatles de bestverkopende band in de geschiedenis waren, met een geschatte wereldwijde verkoop van 600 miljoen platen. In het Verenigd Koninkrijk had geen enkele andere artiest zoveel albums op nummer 1 in de hitlijsten (15 stuks) en verkocht niemand meer singles (21,9 miljoen). The Beatles werden in 2008 uitgeroepen tot de meest succesvolle artiesten in de geschiedenis van de Hot 100 van Billboard, in een uitgave ter ere van het 50-jarig jubileum van de Amerikaanse hitlijst. Sinds 2016 heeft de band het record voor het grootste aantal nummer 1-hits op de Billboard Hot 100: twintig. Ook is hun muziek talloze keren gecoverd door een groot scala aan artiesten, en is 'Yesterday' een van de meest gecoverde nummers uit de geschiedenis van de muziekopname. In 1999 werden The Beatles door het tijdschrift Time als groep opgenomen in een compilatie van de 100 meest invloedrijke mensen van de 20e eeuw. Volgens een onderzoek van AllMusic uit 2017 zijn The Beatles in hun database de meest genoemde inspiratiebron van andere artiesten.

## Beatlemania

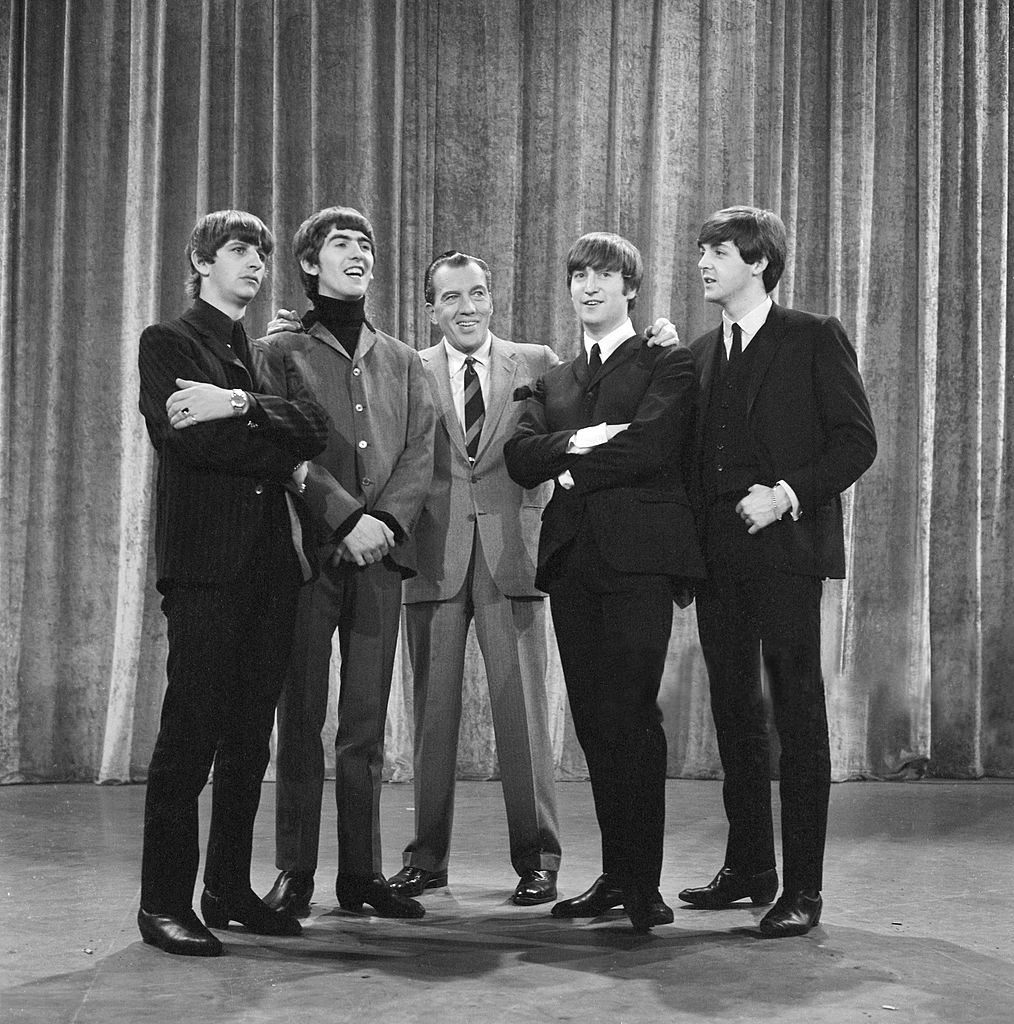
Met Ed Sullivan, februari 1964

Musicoloog Allan Moore schreef over het constant veranderende landschap van popmuziek dat doelgroepen soms naar hetzelfde middelpunt neigen, en dat de meest prominente periode waarin dit gebeurde de vroege tot midden jaren '60 waren – toen het leek alsof iedereen, ongeacht leeftijd, klasse of culturele achtergrond, naar The Beatles luisterde. Op 9 februari 1964 gaven The Beatles bij The Ed Sullivan Show hun eerste liveoptreden op de Amerikaanse televisie, waar ongeveer 73 miljoen mensen (34 procent van de inwoners van de VS) vanuit 23 miljoen huishoudens naar keken. Biograaf Jonathan Gould schrijft dat dit, volgens de kijkcijferservice Nielsen, het grootste publiek was dat ooit bij een Amerikaans televisieprogramma werd gemeten.
The Beatles ontketenden vervolgens de Britse invasie in de VS, en werden wereldwijd een invloedrijk fenomeen. Gedurende de vier decennia daarvoor werd de populaire media in het grootste gedeelte van de wereld overheerst door de Verenigde Staten: Hollywoodfilms, jazz, de muziek uit Broadway en Tin Pan Alley, en later de rock-'n-roll die als eerste opkwam in Memphis in Tennessee. Op 4 april 1964 stonden The Beatles op de bovenste vijf plaatsen van de Amerikaanse hitlijst, en op nog 11 andere plaatsen in de top 100. Vooralsnog heeft niemand ze dit nagedaan, en ook 11 andere records in de Billboard Top 100 en Billboard 200 werden door The Beatles gebroken. Auteur Luis Sanchez schreef: 'om de manie in onze collectieve verbeelding te begrijpen, moeten we de bekerende kracht van een vraag als "Wie is je favoriete Beatle" navolgen'. In augustus 1965 was de band ondertussen 'getransformeerd tot een abstractie van hun eigen succes, een fenomeen dat verslonden moest worden in plaats van beluisterd'. De druk van dat fenomeen leidde volgens Sanchez tot een van de meest legendarische omkeringen van een carrière in de popmuziek, waarbij de band zich stilletjes terugtrok uit het geploeter van het toeren om serieus met hun kunst bezig te gaan.

## Concurrerende tijdsgenoten
Het is belangrijk om te beseffen dat artiesten als Frank Sinatra gedurende het hele decennium nog goed verkochten, en dat de heerschappij van The Beatles op de album-hitlijsten werd uitgedaagd door de pop-mariachiband Herb Alpert and the Tijuana Brass.

Bob Dylan, The Rolling Stones en The Beach Boys bleven de belangrijkste rivalen van The Beatles. Dylan en de Stones stonden symbool voor de ontluikende jeugdopstand tegen de machthebbende instituten, iets wat pas na 1966 duidelijk naar voren kwam bij The Beatles. Het brave imago dat de band in eerste instantie had, was een contrast met het 'bad boy'-imago van The Rolling Stones, en de muziekpers fabriceerde een rivaliteit tussen de bands. Volgens auteur Barry Miles wilden ze zichzelf hiermee 'iets geven om over te schrijven', en was er eigenlijk geen contrast tussen de groepen naast hun noteringen op de hitlijsten. De Rock and Roll Hall of Fame stelt dat The Beach Boys, als het om rockbands in de jaren 1960 gaat, alleen voor The Beatles onderdoen qua invloed op de top 40 van de VS, en dat ze ook op creatief niveau de grootste concurrent van The Beatles waren. De introductie van The Beatles in de Verenigde Staten veroorzaakte verreikende veranderingen, en volgens auteur Michael K. Hall waren The Beach Boys in dit klimaat de meest consequente artistieke en commerciële concurrenten van The Beatles in Amerika. Nog een andere band, The Byrds, werd alom geroemd als het Amerikaanse antwoord op The Beatles, maar hoewel hun invloed op de lange termijn vergelijkbaar is gebleken met The Beatles en Beach Boys, was hun platenverkoop dat niet.

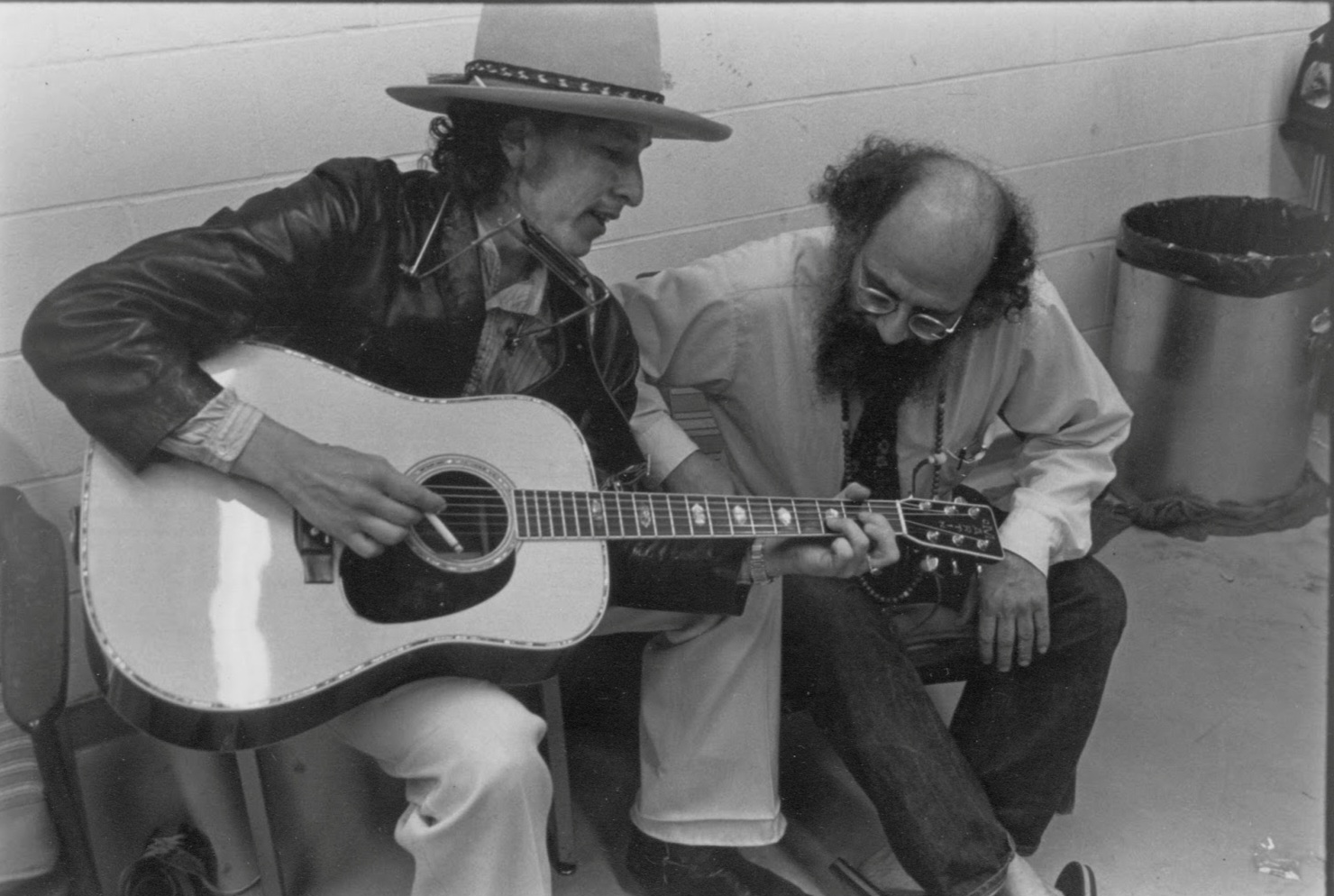
Bob Dylan met Allen Ginsberg in 1975.

Ian MacDonald beschreef Bob Dylan als 'de enige persoon die sinds 1945 net zoveel invloed op cultuurtrends heeft gehad als The Beatles', en Charles Kaiser noemde hem hun belangrijkste rivaal. Volgens MacDonald was de vanaf 1964 zes jaar durende krachtmeting tussen Dylan en The Beatles een van de meest productieve rivaliteiten van de moderne muziek. The Beatles lieten duidelijk weten dat ze Bob Dylan als een muzikale grootmacht zagen, en Dylan dacht hetzelfde over hen. In augustus 1964 ontmoetten The Beatles Dylan in levenden lijve, en hij introduceerde ze aan cannabis. Gould benadrukt het muzikale en culturele belang van deze ontmoeting; eerder werden de respectievelijke fans van de muzikanten gezien als twee verschillende subculturele werelden. Dylans publiek van 'studenten met artistieke of intellectuele neigingen, een opkomend politiek en sociaal idealisme, en een mild boheemse stijl', contrasteerde met dat van The Beatles, 'echte "teenyboppers" – basisschool- of middelbareschoolkinderen wier levens volledig om de gecommercialiseerde populaire cultuur van televisie, radio, popplaten, fan-tijdschriften en tienermode draaiden. Zij werden gezien als afgodendienaars, niet als idealisten', aldus Gould. 'Het onderscheid tussen het folk- en rockpubliek zouden binnen een jaar bijna geheel vervaagd zijn, en het publiek [van de band] liet tekenen van volwassenheid zien'.

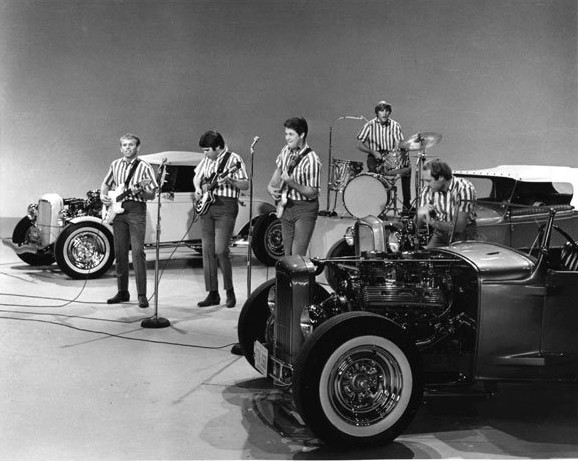
The Beach Boys spelen 'I Get Around' bij The Ed Sullivan Show in 1964. Brian Wilson staat in het midden.

Simon Philo schreef dat de rivaliteit tussen Dylan en The Beatles tijdelijk werd stopgezet terwijl Dylan aansterkte na zijn motorongeluk in juli 1966. Volgens hem kroonden The Beatles toen een nieuwe favoriete en grootste rivaal: Brian Wilson van The Beach Boys. Eerder, in juli 1964, hadden The Beach Boys met 'I Get Around' hun eerste nummer 1-hit, wat het begin was van een onofficiële rivaliteit tussen The Beatles en Wilson, vooral voor McCartney. The Beatles en The Beach Boys inspireerden elkaar met hun kunstzinnigheid en opnametechnieken, en ontwikkelden deze in de studio steeds verder door. Volgens Luis Sanchez was Bob Dylan in 1965 bezig om de regels voor succes in de popmuziek te herschrijven met zijn muziek en imago, wat door Brian Wilson als een goed moment werd gezien om The Beach Boys een overgangsfase in te leiden, en het terrein te winnen dat nu voor grijpen lag in de popmuziek. Wilson produceerde in 1966 het album Pet Sounds, met daarop het nummer Good Vibrations. In de jaarlijkse enquête waarmee muziekblad NME tussen 1963 en 1969 de beste bands koos, was 1966 het enige jaar dat The Beatles niet wonnen – ze verloren van The Beach Boys. Volgens auteur Carys Wyn Jones was de wisselwerking tussen de twee bands gedurende het tijdperk van Pet Sounds een van de meest opmerkelijke hoofdstukken van de rockgeschiedenis. In 2003, toen het tijdschrift Rolling Stone zijn lijst van '500 beste albums aller tijden' uitbracht, kreeg Pet Sounds de tweede plaats, ter ere van zijn invloed op het Beatles-album 'Sgt. Pepper's Lonely Hearts Club Band' uit 1967, dat op nummer 1 stond.

## Creatief proces, productie en publieke relaties

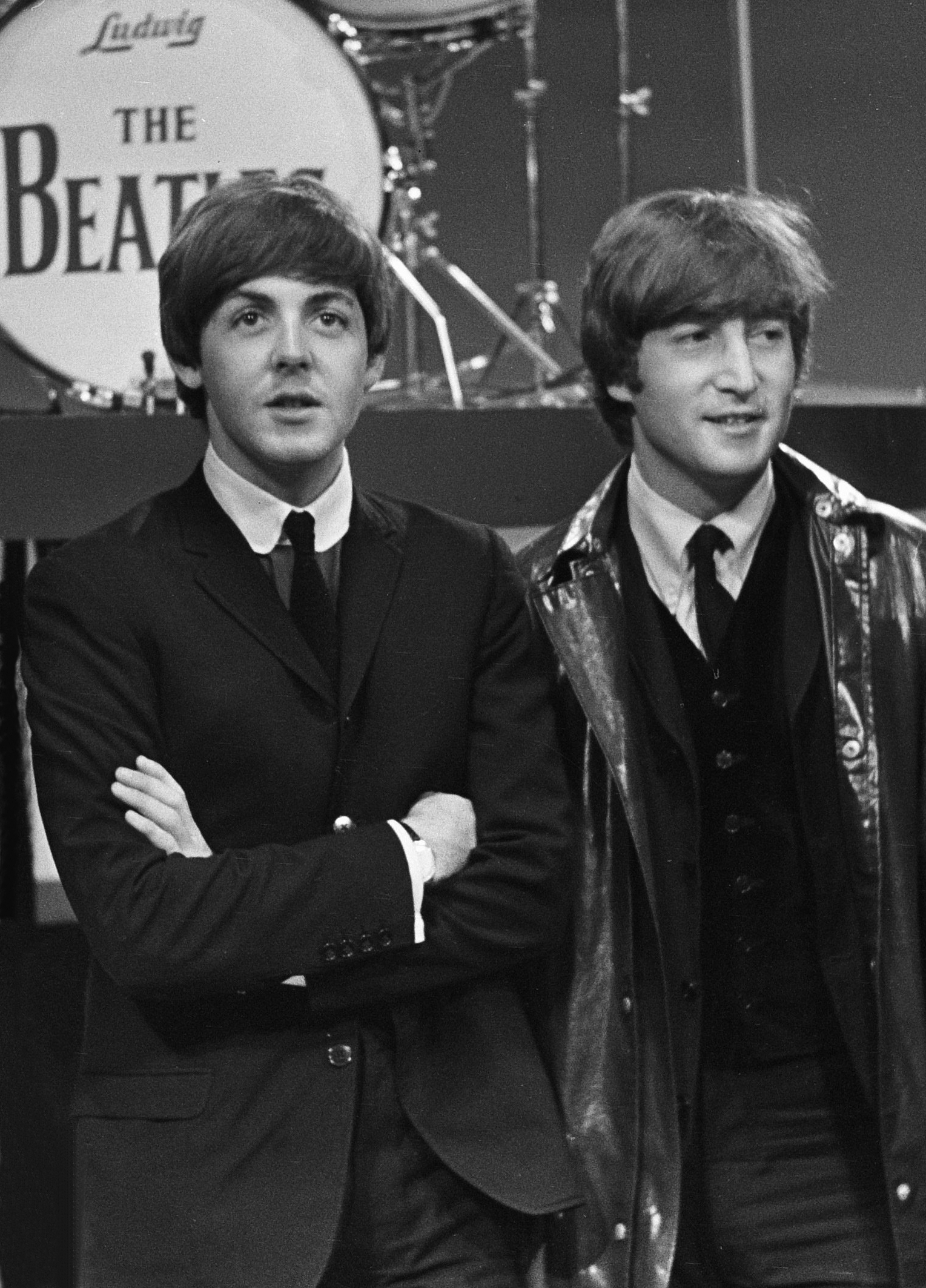
Paul McCartney en John Lennon, de belangrijkste songwriters van The Beatles.

Muziekcriticus Richie Unterberger erkende The Beatles in een artikel voor AllMusic als de beste en meest invloedrijke artiesten van het rocktijdperk, en als een groep die meer innovaties in de popmuziek introduceerde dan welke andere rockband uit de 20e eeuw dan ook. In de Encyclopedia of Rock & Roll van Rolling Stone (uit 2001) beschreven de redacteuren van het blad de invloed van de band.
Volgens hen was de impact van The Beatles – niet alleen op de rock-'n-roll maar op de gehele westerse cultuur – simpelweg niet te bevatten, en definieerden en schiepen ze de stijl van de jaren '60: slim, idealistisch, speels, respectloos, eclectisch. Hoewel veel van hun records op het gebied van platenverkoop en concertpublieken sindsdien zijn gebroken, heeft geen enkele andere groep volgens deze uitgave de klank en de relevantie van rock-'n-roll zo radicaal getransformeerd. The Beatles bewezen dat rock-'n-roll een tomeloze variatie aan harmonieën, structuren en geluiden kon bevatten, en vrijwel ieder rockexperiment had een precedent op een Beatlesplaat, aldus Rolling Stone.
De samenwerking van Lennon en McCartney als songwriters inspireerde veranderingen in de muziekindustrie – net als de samenwerking tussen Mick Jagger en Keith Richards van The Rolling Stones, en andere songwriters uit de Britse invasie – omdat de band zijn eigen muziek schreef en speelde. Deze trend was een bedreiging voor de professionele songwriters die de Amerikaanse muziekindustrie domineerden. Ellie Greenwich, een muziekschrijver voor Brill Building, zei: 'Toen The Beatles en de hele Britse invasie kwamen, stonden we ervoor klaar om te zeggen: "het is leuk geweest, er is voor ons geen ruimte meer" [...] nu gaat het om de op zichzelf staande groep – mannen met een bepaald soort muziek. Wat doen we eraan?'. Volgens Rolling Stone was de band een van de eerste rockgroepen die grotendeels hun eigen muziek schreef, bliezen ze het tijdperk van op zichzelf staande bands in en brachten ze een permanente centralisatie van de popmuziek teweeg. Hun muziek – van de niet-zo-simpele liefdesliedjes waarmee ze begonnen tot hun latere perfectionistische studioextravaganzes – was volgens het blad een nieuwe standaard voor zowel commercieel als artistiek succes in de popmuziek.
Als gevolg van de doorbraak van The Beatles in 1964 werden rock en pop door muziekjournalisten in serieuze muziekdiscussies betrokken. De overheersing van singles als het belangrijkste medium voor de muziekverkoop viel weg na het verschijnen van verschillende iconische conceptalbums uit de jaren 1960, zoals Sgt. Pepper's, Pet Sounds, A Christmas Gift for You van Phil Spector (1963) en Freak Out! van The Mothers of Invention (1966). In januari 1966 werd het aanvankelijke succes van het album Rubber Soul (1965, 1,2 miljoen keer verkocht in negen dagen) door het tijdschrift Billboard genoemd als bewijs dat tieners hun muziek steeds vaker in lp-formaat kochten. Volgens auteur David N. Howard zorgde de hoge standaard van de originele composities op Rubber Soul er ook voor dat artiesten zich minder op singles concentreerden, en meer op albums zonder de gebruikelijke nummers die alleen ter opvulling dienden. Andy Greene van Rolling Stone ziet Sgt. Pepper's als het begin van het albumtijdperk, en volgens musicoloog Oliver Julien droeg het album bij aan de evolutie van lp's van een 'distributiemedium' tot een 'creatiemedium'. Musicoloog Allen Moore stelde dat het album ook 'de culturele erkenning van popmuziek' bevorderde, en dat het een belangrijke muzikale afspiegeling was van de generatie. Journalisten zien het als een grote invloed op de ontwikkeling van de tegencultuur van de jaren '60.
De standaard van commercieel en artistiek succes werd door The Beatles uitgebreid en geherdefinieerd; de band durfde te experimenteren en risico's te nemen en betrad daarmee nieuw terrein. Een aanmerking op de muziek van The Beatles was dat niets ervan echt ongehoord was. Hier was auteur Bill Martin het echter niet mee eens: 'Er werd altijd al geëxperimenteerd in de rockmuziek [...] rockmuziek is synthese en transmutatie [...] wat The Beatles zo origineel maakte, was dat zij dit op zo ongeveer alles toepasten. Dat deden ze op een manier die hun tijdsgeest weerspiegelde, op een manier die een groot gedeelte van de mensheid aansprak, en dat deden ze allemaal heel goed'. Unterberger schreef dat The Beatles tot de zeldzame groep kunstenaars behoorden, in welke kunstvorm dan ook, die het beste waren in wat ze deden en tegelijk ook het populairste. 'Ze waren meedogenloos creatief en experimenteel, en grepen in 1964 het internationale collectieve bewustzijn vast om het de volgende zes jaar niet meer los te laten; daarnaast liepen ze in creatieve zin constant op iedereen voorop, maar bleven ze ook in staat om hun steeds complexere ideeën aan een massapubliek communiceren. Hun heerschappij als rockiconen blijft tot de dag van vandaag onbetwist, decennia nadat ze in 1970 uit elkaar gingen.'

### Genre en stijltrends

#### Toename van rockbands

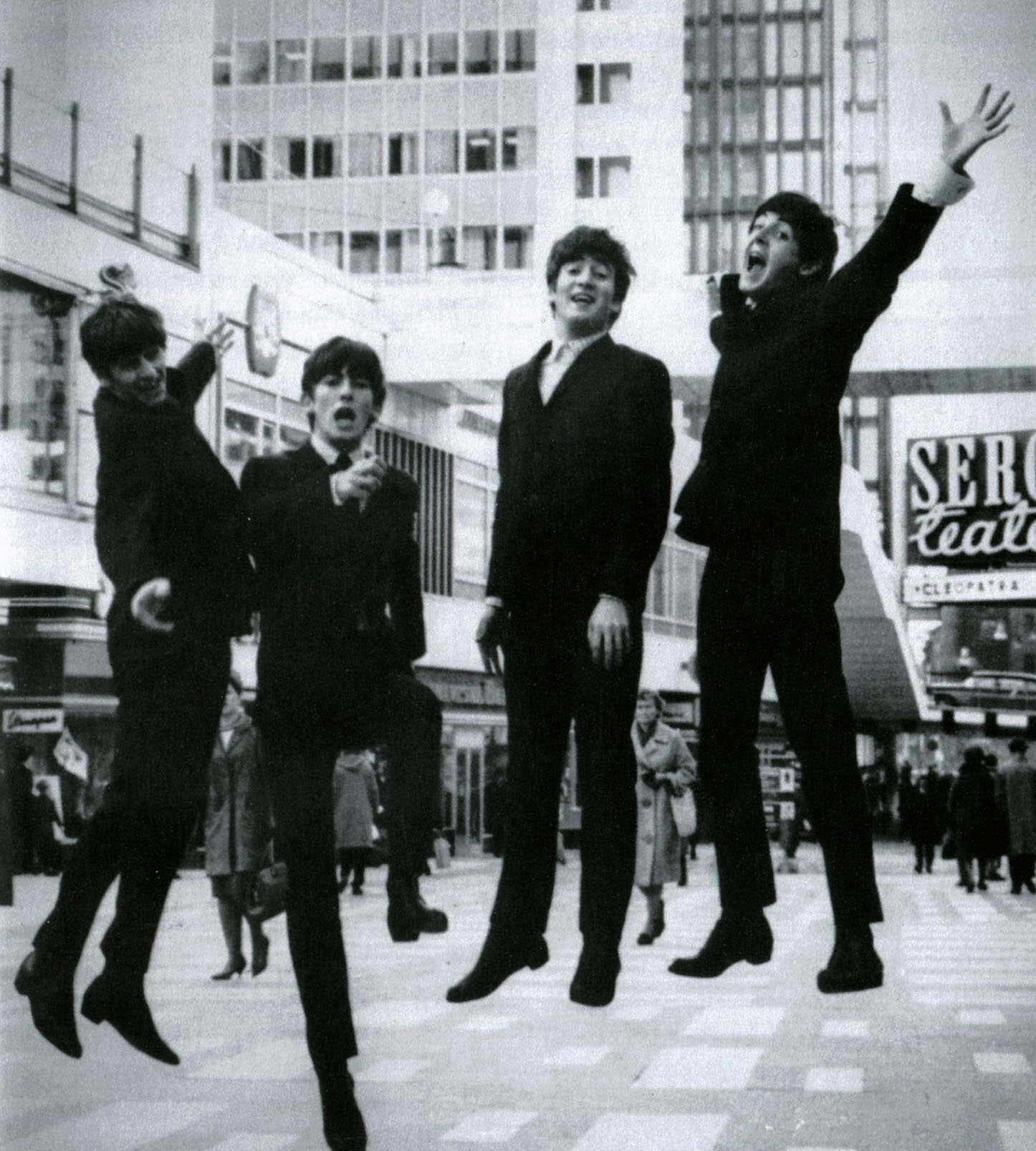
In Zweden, 1963

The Beatles hadden vooral een sterke impact op de VS, waar het fenomeen garagerock al was geïntroduceerd met hits als 'Louie Louie' van The Kingsmen. Die beweging werd sterk gestimuleerd door het historische optreden van The Beatles bij The Ed Sullivan Show, dat door een recordaantal mensen werd bekeken in een land dat nog rouwde om de recente dood van president John F. Kennedy. Bill Dean schreef dat we onmogelijk kunnen weten hoeveel Amerikaanse jongeren na dit optreden gitaar begonnen te spelen en bands oprichtten, maar dat anekdotisch bewijs aanduidt dat duizenden – zo niet honderdduizenden of zelfs meer – jonge muzikanten door het hele land in bands begonnen te spelen en muziek gingen maken.
Tom Petty, die tijdens de jaren '60 in twee garagebands in de stad Gainesville in Florida speelde, vertelde ooit over het optreden bij Ed Sullivan en hoe het hem aanspoorde om in een band te gaan spelen. Volgens hem kon je al een paar weken na dat optreden 'in iedere buurt van Gainsville de inspanningen van garagebands horen', en zouden er een jaar later wel 50 bands in Gainesville geweest kunnen zijn. Voor velen (vooral vroege babyboomers) keerde dankzij het bezoek van The Beatles het gevoel van opgewektheid en vrijheid terug dat tijdelijk door de moord op Kennedy was afgenomen. Veel van dit optimisme werd uitgedrukt met muziek, soms tot de irritatie van ouders en andere volwassenen; in sneltreinvaart richtten duizenden jongeren nieuwe bands op, en die snelle toename vond niet alleen in de Verenigde Staten plaats.
Hoewel The Beatles vaak de eer krijgen voor deze muzikale revolutie, werd door onderzoek van Queen Mary University en Imperial College in Londen uitgewezen dat de veranderingen die door de band werden opgewekt, al lang voor hun aankomst in de VS op gang waren. Het onderzoek, dat zich richt op veranderingen in akkoordprogressie, ritmes, teksten en zang, laat zien dat Amerikaanse muziek aan het begin van de jaren '60 al af begon te stappen van rustigere klanken als doowop, en zich op energiekere vormen van rock begon te richten. Professor Armand Lero vindt dat muziekhistorici de innovaties van The Beatles overdrijven: 'Ze begonnen of ontketenden geen revolutie, maar sloten zich er alleen bij aan. De trend was al aan het opkomen, ze liftten erop mee, en daarom hadden ze zo ongelofelijk veel succes'. Beatlesbiograaf Mark Lewisohn was het niet eens met het onderzoek van Queen Mary University. 'Iets klopt hier niet [...] vraag het iedereen die een jongere in de VS was ten tijde van The Beatles, en ze zullen je allemaal vertellen wat een revolutie het was. Ze waren erbij, en ze zullen je vertellen dat The Beatles alles revolutioneerden'.

#### Janglepop en folkrock

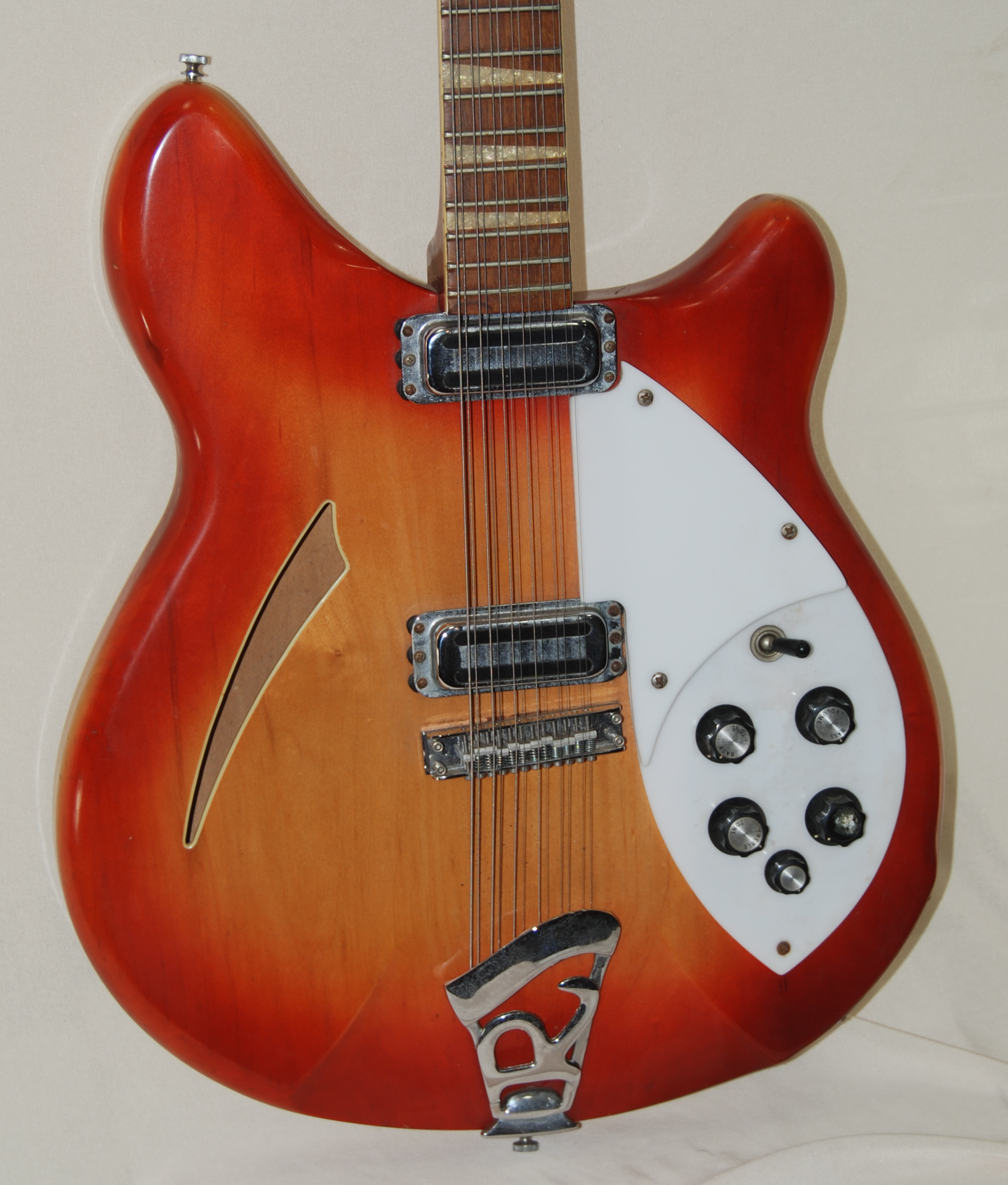
Een Rickenbacker 360/12, identiek aan de twaalfsnarige gitaar die Harrison gebruikte.

George Harrison was de eerste eigenaar van een Rickenbacker 360/12, een gitaar met twaalf snaren; de laagste acht snaren zijn in paren verdeeld die met een octaaf verschil zijn gestemd, en de hoogste vier snaren zijn in paren verdeeld die hetzelfde zijn gestemd. De Rickenbacker is uniek onder de twaalfsnarige gitaren, omdat de laagste van ieder paar snaren (althans in het geval van de eerste vier paren) boven de hogere snaar is geplaatst in plaats van eronder. Dit, en de natuurlijk rijke flagolet die een twaalfsnarige gitaar produceert, zorgen voor de herkenbare boventonen die op veel van de opnames van The Beatles te horen zijn.
Harrison gebruikte de 360/12 voor de opnames van A Hard Day's Night (1964), wat de gitaar populair maakte, en het 'rinkelende' geluid werd zo prominent dat tijdschrift Melody Maker de gitaar het 'geheime wapen' van The Beatles noemde. Roger McGuinn vond het effect zo mooi dat dit zijn karakteristieke gitaargeluid werd bij The Byrds. Hoewel The Everly Brothers en The Searchers tussen de late jaren '50 en halverwege de jaren '60 de basis legden voor janglepop, worden The Beatles en The Byrds gezien als degenen die het rinkelende geluid populair maakten dat zo typisch was voor het genre. Naast The Byrds en Bob Dylan hadden ook The Beatles een enorme invloed op de explosie van folkrock die het volgende jaar zou plaatsvinden.

#### Britse pop en powerpop
Na de opkomst van The Beatles in 1963 werden de termen mersey sound en merseybeat gebruikt voor bands en zangers uit Liverpool; dit was de eerste keer in de Britse pop dat een bepaalde muzikale klank en een locatie met elkaar werden verbonden. De oorsprong van powerpop ligt tussen de vroege en midden jaren zestig en was, zoals AllMusic het noemt, een kruising tussen de knarsende hardrock van The Who en de zachte melodieën van The Beatles en Beach Boys, met de rinkelende gitaren van The Byrds om het plaatje af te maken.

#### Psychedelica en progressiviteit
Progressieve rock (of artrock) ontstond vanuit de klassiek georiënteerde vormen van Britse psychedelica. In 1966 werd het niveau van de sociale en artistieke uitwisselingen tussen Britse en Amerikaanse rockmuzikanten steeds hoger voor bands als The Beatles, The Beach Boys en The Byrds, die elementen van nieuwe muziekstromingen combineerden met de alom bekende tradities van rock. Volgens Everett inspireerden de experimentele timbres, ritmes, tonaliteiten en poëtische teksten van The Beatles op hun albums Rubber Soul en Revolver legio jonge bands die in de vroege jaren '70 de beginselen van de progressieve rock zouden leggen. Academici Paul Hegarty en Martin Halliwell zien The Beatles niet alleen als voorlopers van prog, maar als essentieel in de ontwikkeling van de vroege vormen van progressiviteit. Nadat Rubber Soul uitkwam zouden al snel talloze 'baroque-rock'-nummers uitkomen, vooral dankzij het nummer In My Life van dat album.
Aan de hand van een kwantitatief onderzoek van muziektempo's in dezelfde tijd, werd Rubber Soul door musicoloog Water Everett getypeerd als een werk dat meer bedoeld is om over na te denken dan om op te dansen. Everett stelde dat het album met zijn langzamere tempo's dan gebruikelijk in de pop en rock een verstrekkende trend begon. Hoewel The Kinks, The Yardbirds en The Beatles zelf (met 'Ticket to Ride') eerder laag gonzende gitaargeluiden gebruikten om de eigenschappen van de sitar na te bootsen, was het volgens velen 'Norwegian Wood (This Bird Has Flown)' van Rubber Soul dat halverwege de jaren '60 de muzikale rage van het sitargeluid ontketende – een trend die later werd geassocieerd met de groei van raga rock, Indiase rock, en de essentie van psychedelische rock. The Beatles en The Beach Boys stonden meer dan andere bands centraal in het samenbrengen van muziek en hallucinerende middelen. Revolver zorgde ervoor dat psychedelische pop zijn ondergrondse oorsprong ontsteeg en mainstream werd.
Carys Wyn Jones ziet Sgt. Pepper's samen met Pet Sounds als het begin van artrock. Beide albums worden gezien als beginselen van de progressieve rock, vanwege de samenhang in teksten, de uitgebreidere structuur, de complexiteit, het eclecticisme, de experimentele elementen en de invloeden uit klassieke muziekvormen. Gedurende de eerste jaren na Sgt. Pepper's werd rechttoe-rechtaan rock-'n-roll verdrongen door een toenemende interesse in uitgebreidere muziekvormen. Een aantal van de Engelse psychedelische bands die in het kielzog van Sgt. Pepper's ontstonden, ontwikkelden de karakteristieken van de muziek van The Beatles (vooral hun klassieke invloed) nog verder door dan The Beatles zelf, en ook verder dan de psychedelische bands van de Amerikaanse westkust. Volgens AllMusic was Sgt. Pepper's een grote inspiratie voor de eerste golf van artrock-muzikanten, die vonden dat rockmuziek elementen van Europese en klassieke muziek moest overnemen om op artistiek niveau te kunnen groeien.

### Liveconcerten
The Beatles waren de eerste entertainers die een concert hielden in een groot stadion. Met hun optreden bij Shea Stadium in New York startte de band op 15 augustus 1965 hun grote Noord-Amerikaanse tour van dat jaar, voor een recordpubliek van 55.600 mensen. Het optreden was na 17 minuten al uitverkocht. Het was het eerste openluchtconcert in een groot stadion en vestigde records voor bezoekersaantallen en omzet, wat bewees dat grote concerten in de open lucht succesvol en winstgevend konden zijn. In augustus 1966 keerden The Beatles terug naar Shea Stadium voor een zeer succesvolle herhaling.

## Invloed op mode

### Kapsel

De Beatles met hun mop-tops in 1964.

Het Beatles-kapsel, ook bekend als de 'mop-top' vanwege de gelijkenis met een dweil ('mop'), of als 'Arthur' onder fans, is een halflange haarstijl die populair werd dankzij The Beatles, en alom werd bespot door volwassenen. Het is recht geknipt kapsel, schouderlengte aan de achterkant en over de oren aan de zijkant, met een rechte pony. Door de immense populariteit van The Beatles werd dit kapsel tussen 1964 en 1966 over de hele wereld geïmiteerd. Speelgoedmakers besloten om Beatlepruiken te gaan produceren, van echt haar of kunststof. Lowell Toy Manufacturing Corp. uit New York had de rechten om ‘de enige AUTHENTIEKE Beatlepruik’ te maken. Er is vaak geprobeerd deze pruiken na te maken, maar een authentiek exemplaar in de originele verpakking is zeer gewild onder verzamelaars.
In 2003 schreef Mikhail Safonov dat het in de Sovjet-Unie van Leonid Brezjnev zeer rebels werd geacht om een Beatlekapsel te hebben. Jongeren met dit kapsel werden gearresteerd, om vervolgens op het politiebureau gedwongen te worden hun haar te laten knippen.

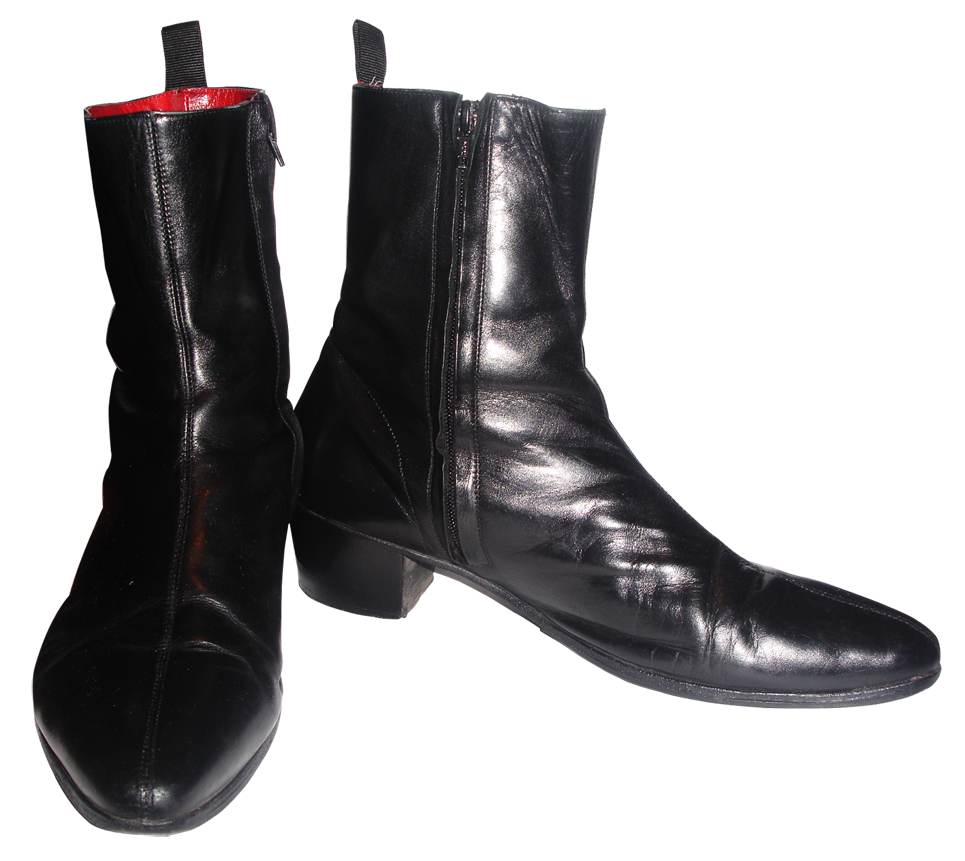
Een paar Beatle boot-replica's.

### Beatle boots
Beatle boots (Beatle-laarzen) zijn strak zittende enkelhoge laarzen met Cubaanse hielen en een puntige teen. De oorsprong van deze laarzen ligt in 1963, toen Brian Epstein tijdens het winkelen bij de Londense schoenenwinkel Anello & Davide de Chelsea boot tegenkwam. Hij liet vier paar voor The Beatles maken (met toevoeging van Cubaanse hielen), als aanvulling op het nieuwe in pak geklede imago dat ze na terugkeer uit Hamburg aannamen; ze droegen de schoenen onder skinny jeans.

## In populaire media

### Covers
In mei 1966 schreef John Lennon over mensen die zijn muziek coveren: 'Een gebrek aan gevoel in emotionele zin is verantwoordelijk voor hoe sommige zangers onze muziek uitvoeren. Ze begrijpen het niet en zijn te oud om dat gevoel te pakken te krijgen. Beatles zijn eigenlijk de enige mensen die Beatle-muziek kunnen spelen.'